# ディニクティス (板皮類)
ディニクティス (Dinichthys) またはディニクチスは、オハイオ州・テネシー州のデボン紀後期から産出した、節頸目に属する絶滅した巨大海生板皮類の一つである。その大きさ・形状・生態的地位において、よく知られた属であるダンクルオステウスに比肩する物であった。原記載は不完全な頭蓋片と下顎 (AMNH 81) を元として1868年にジョン・ニューベリー (John Newberry) によってなされたが、それ以降今日まで不十分にしか知られていない。

## 分類
20世紀の大半にわたって、現在ではDunkleosteusやEastmanosteus、Titanichthysなどに再分類されている多くの無関係な大型節頸類が本属に分類されていた。現在ではディニクティスは模式種であるD. herzeriのみを含む単形であると考えられている。同様に、以前は広い範囲の属を含んでいたディニクティス科も2010年の研究においてディニクティス属のみをふくむ単形とされている。
ダンクルオステウスの模式種は元々本属の一種 Dinichthys terrelli として1873年ニューベリーによって記載された。部分的にしか化石が発見されていない模式種 D. herzeri とは対照的に、20世紀初頭に保存のよい外骨格が発見された Dinichthys terrelli はディニクティス属の生態復元の基本となっており、それは Dinichthys terrelli が Dunkleosteus属の模式種として1956年にジャン・ピエール・レーマン (Jean Pierre Lehman) によって分割された後も長らく続いた。その結果、「ディニクティス」と説明されている復元想像図のほとんどは、実際にはダンクルオステウスの復元想像図である。